# Língua quimuane
O quimuane, também grafado quimuâni ou simplesmente muâni, é uma língua de Moçambique, falada na costa da Província de Cabo Delgado de Moçambique, incluindo as Ilhas das Quirimbas. Apesar do alto grau de semelhança lexical (60%) com o suaíli, não são mutuamente inteligíveis. É falado por cerca de 120.000 pessoas (incluindo 20.000 que o utilizam como segunda língua). A maioria dos falantes de quimuane também usam o português, (a língua oficial de Moçambique), suaíli e macua.
De acordo com Anthony P. Grant, a língua quimuane do norte de Moçambique parece ser o resultado do uso do suaíli ao longo de vários séculos por falantes de maconde.

## Nome
O nome quimuane vem de Kimwani, (pronuncia-se [kiˈmwani]) palavra com o prefixo, "ki", que significa «idioma» e a raiz "Mwani", que significa «praia». A palavra significa, literalmente, "língua da praia".

## Fonologia
O quimuâni (à semelhança do suaíli) tem uma característica incomum, em relação às demais línguas subsaarianas: perdeu os tons (com a exceção de alguns paradigmas verbais em que seu uso é opcional). Não tem a tonicidade na penúltima sílaba típica suaíli; tem antes uma fonação móvel frequente com labialização de consoantes (indicada por um [w] a seguir às consoante);  e a palatalização do r (ry; [rj] são frequentes). A nasalização de vogais ocorre apenas antes de uma consoante nasal n, seguida por outra consoante.

### Vogais
O quimuâni tem cinco fonemas vogais:  / a /,  / e /,  / i /,  / o /, e  / u /. Isto é, as suas vogais são aproximam-se às da língua castelhana e do latim. Não há a distinção entre vogais fechadas e abertas, típica do português, do francês ou do italiano.
A pronúncia do fonema / i / está entre o [i] e [e]. As vogais nunca são reduzidas, independentemente da tonicidade. As vogais são pronunciadas conforme segue:
- /a/ é pronunciada como o "a" em sal;
- /e/ é pronunciada como o "e" em tédio;
- /i/ é pronunciada como o "i" em ti;
- /o/ é pronunciada como o "o" em só;
- /u/ é pronunciada como o "u" em música.

O  quimuâni não apresenta ditongos, pelo que as vogais juntas são pronunciadas separadamente.

### Consoantes
Dois símbolos numa célula da tabela indicam consoante surda e sonora, respectivamente.
|                      | Labial | Alveolar | Palatal | Velar | Glotal |
| -------------------- | ------ | -------- | ------- | ----- | ------ |
| Nasal oclusiva       | m      | n        | ɲ       | ŋ     |        |
| Plosiva and Africada | p, b   | t, d     | tʃ, dʒ  | k, g  |        |
| Fricativa            | f, v   | s, z     | ʃ       |       | h      |
| Vibrante             |        | r        |         |       |        |
| Aproximante          | w      | l        | j       |       |        |

## Ortografia
O quimuane pode ser escrito de três formas: usando ortografia similar à da língua suaíli, usando um sistema de ortografia ligeiramente modificado, usado nas escolas de Moçambique ou usando uma ortografia baseada no português. Aqui estão as diferenças:
|      | Grafia suaíli | Grafia modificada | Grafia portuguesa | Tradução |
| ---- | ------------- | ----------------- | ----------------- | -------- |
| /tʃ/ | chala         | cala              | tchala            | Dedo     |
| /dʒ/ | juwa          | juwa              | djua              | Sol      |
| /k/  | kitabu        | kitabu            | quitabo           | Livro    |
| /ŋ/  | ng'ombe       | ng'ombe           | ngombe            | Vaca     |
| /ɲ/  | nyoka         | nyoka             | nhoca             | Serpente |
| /s/  | fisi          | fisi              | fissi             | Hiena    |
| /z/  | meza          | meza              | mesa              | Mesa     |
| /ʃ/  | kushanga      | kushanga          | cuxanga           | Admirar  |
| /w/  | wakati        | wakati            | uacate            | Tempo    |
| /j/  | kipya         | kipya             | quípia            | Novo     |
| /i/  | sukili        | sukili            | suquile           | Açucar   |
| /u/  | ufu           | ufu               | ufo               | Farinha  |

## Numerais
moja (1), mbili (2), natu (3), n’né (4), tano (5)
sita (6), saba (7), nane (8), kenda (9)
kumi (10), kumi na moja (11),kumi na mbili (12)
Ishirini (20), thelathini (30), arubaini (40), hamsini (50)
sitini (60), sabini (70), themanini (80), tisini (90)
mia (100), mia mbili (200)
Elfu (1000) elfu mbili (2000)

## Amostra de texto
Pai Nosso
Baba wetu uri binguni, rikurisiwe zina rako, uje ufalume wako, vitendiwe vyausaka kamba vitendiwa mbinguni, na mulumwengu mu vitendiwe novyo. Tipe luziki rero ratisakula kila suku. Tiswamii makosa etu, kamba ofwe novyo vyatiwaswamii watikosa. Usitase kutingira ushetwani, fala tinusuru mmakono mwa Mbaya.